# Saint-Albin-de-Vaulserre
Pour les articles homonymes, voir Saint-Albin.
Saint-Albin-de-Vaulserre est une commune française située dans le département de l'Isère, en région Auvergne-Rhône-Alpes.
Positionnée sur la rive gauche du Guiers, dans la petite région des Terres froides, à l'ouest du massif de la Chartreuse, ainsi qu'au sud de l'agglomération du Pont-de-Beauvoisin, la petite commune héberge sur son territoire un monument historique, le château de Vaulserre, ancien domaine de la famille Corbel Corbeau de Vaulserre.
La commune est adhérente à la communauté de communes Les Vals du Dauphiné depuis le 1er janvier 2017.
Ses habitants sont dénommés les Saint-Albinois.

## Géographie

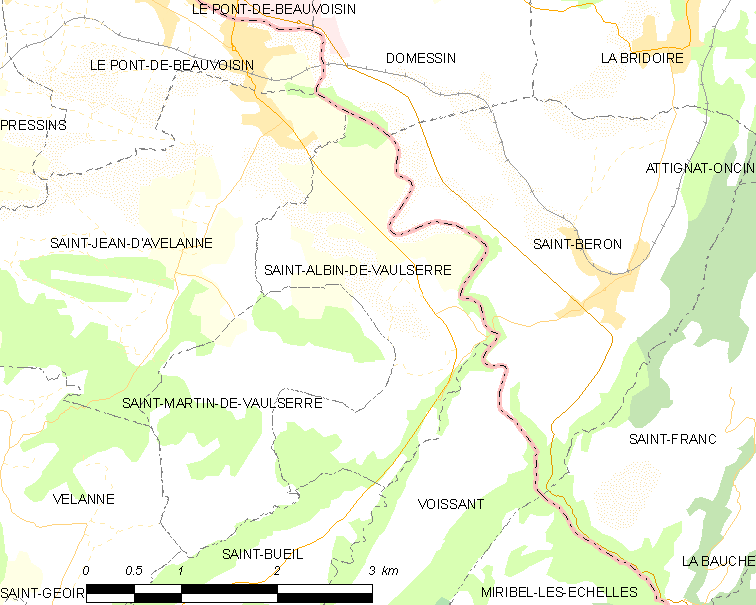
Plan de de Saint-Albin-de-Vaulserre et des communes limitrophes

### Localisation
Située dans la partie septentrionale du département de l'Isère et en bordure du département de la Savoie, la commune de Saint-Albin-de-Vaulserre se positionne également au nord d'une petite région de collines connue localement sous le nom de Terres froides. La commune est également positionnée au bord du torrent du Guiers, un affluent du Rhône.
Son centre-ville se situe (à vol d'oiseau ou en ligne droite) à 73 km du centre de Lyon, préfecture de la région Auvergne-Rhône-Alpes et à 36 km de Grenoble, préfecture du département de l'Isère, ainsi qu'à 247 km de Marseille et 453 km de Paris.
Le territoire de Saint-Albin-de-Vaulserre est bordé par six communes limitrophes, dont deux sont situées dans le département de la Savoie.

### Communes limitrophes
| Saint-Jean-d'Avelanne                  | Domessin (Savoie)        |                      |
|                                        | Saint-Albin-de-Vaulserre | Saint-Béron (Savoie) |
| Saint-Martin-de-Vaulserre, Saint-Bueil | Voissant                 |                      |

### Géologie et relief
Le territoire de  Saint-Albin-de-Vaulserre s'étend dans la partie occidentale de la plaine du Guiers, légèrement au sud-ouest des gorges de Chailles, formées par cette même rivière, un site géologique qui est un exemple même d'une cluse typique du relief jurassien.

### Hydrographie
Le territoire de la commune est principalement bordé par deux cours d'eau notables : 
- le Guiers, une rivière de type torrentiel d'une longueur de 50 km[3], qui marqua autrefois la frontière entre la France et la Savoie ;
- l'Ainan, d'une longueur de 16 km, conflue avec le Guiers à l'est du territoire de la commune à environ 280 m d'altitude[4].

### Climat
Pour des articles plus généraux, voir Climat d'Auvergne-Rhône-Alpes et Climat de l'Isère.
En 2010, le climat de la commune est de type climat des marges montargnardes, selon une étude du Centre national de la recherche scientifique s'appuyant sur une série de données couvrant la période 1971-2000. En 2020, Météo-France publie une typologie des climats de la France métropolitaine dans laquelle la commune est exposée à un climat de montagne ou de marges de montagne et est dans la région climatique Alpes du nord, caractérisée par une pluviométrie annuelle de 1 200 à 1 500 mm, irrégulièrement répartie en été.
Pour la période 1971-2000, la température annuelle moyenne est de 11,2 °C, avec une amplitude thermique annuelle de 18,5 °C. Le cumul annuel moyen de précipitations est de 1 279 mm, avec 10,1 jours de précipitations en janvier et 7,6 jours en juillet. Pour la période 1991-2020, la température moyenne annuelle observée sur la station météorologique de Météo-France la plus proche, « Pont-de-Beauvoisin », sur la commune du Pont-de-Beauvoisin à 4 km à vol d'oiseau, est de 11,8 °C et le cumul annuel moyen de précipitations est de 1 166,3 mm,. Pour l'avenir, les paramètres climatiques de la commune estimés pour 2050 selon différents scénarios d'émission de gaz à effet de serre sont consultables sur un site dédié publié par Météo-France en novembre 2022.

## Urbanisme

### Typologie
Au 1er janvier 2024, Saint-Albin-de-Vaulserre est catégorisée commune rurale à habitat dispersé, selon la nouvelle grille communale de densité à sept niveaux définie par l'Insee en 2022.
Elle est située hors unité urbaine et hors attraction des villes,.

### Occupation des sols
L'occupation des sols de la commune, telle qu'elle ressort de la base de données européenne d’occupation biophysique des sols Corine Land Cover (CLC), est marquée par l'importance des territoires agricoles (81,7 % en 2018), une proportion identique à celle de 1990 (81,7 %). La répartition détaillée en 2018 est la suivante : 
zones agricoles hétérogènes (41,1 %), terres arables (27,4 %), forêts (18,3 %), prairies (13,1 %). L'évolution de l’occupation des sols de la commune et de ses infrastructures peut être observée sur les différentes représentations cartographiques du territoire : la carte de Cassini (XVIIIe siècle), la carte d'état-major (1820-1866) et les cartes ou photos aériennes de l'IGN pour la période actuelle (1950 à aujourd'hui).

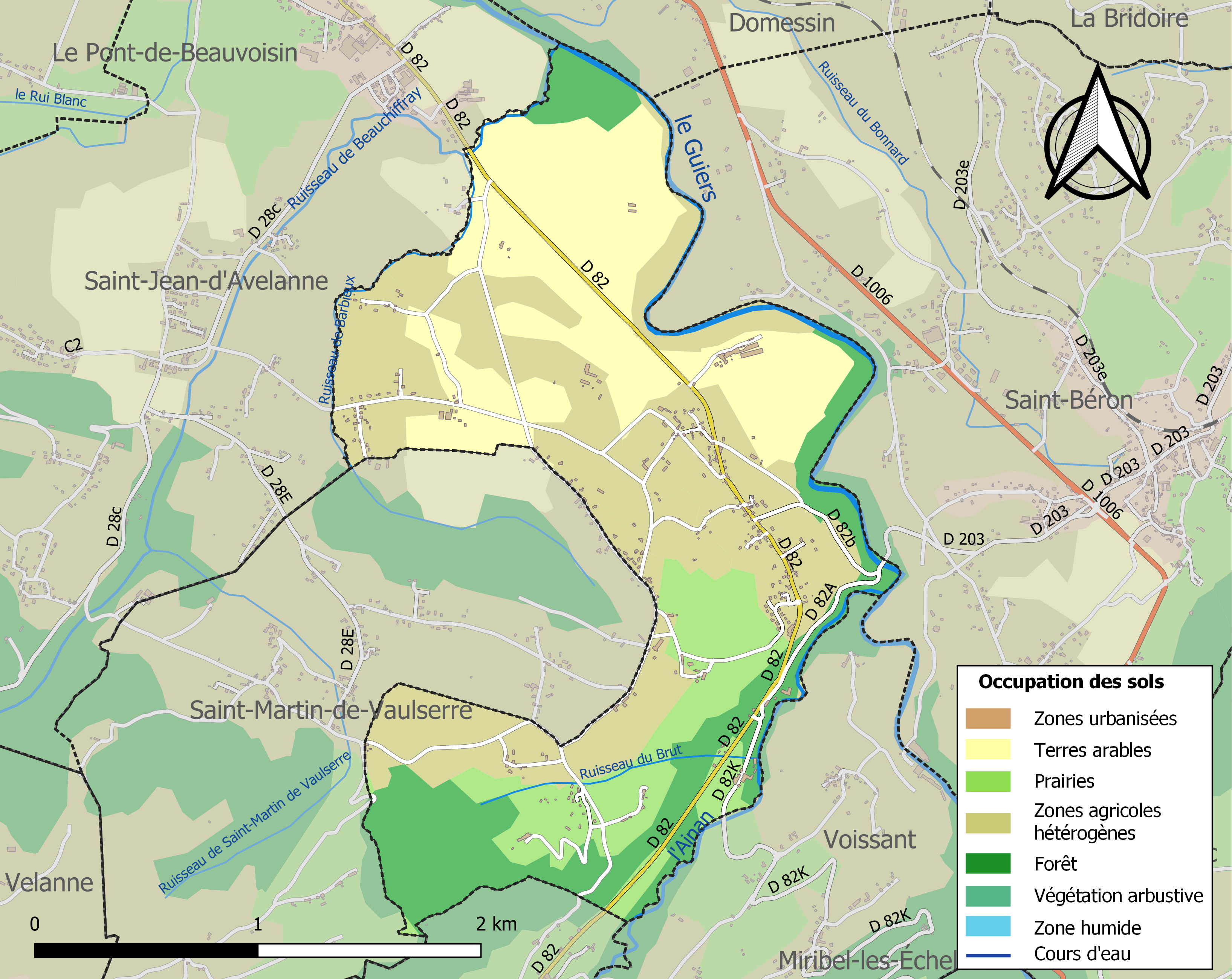
Carte des infrastructures et de l'occupation des sols de la commune en 2018 (CLC).

### Hameaux, lieux-dits et écarts
Voici, ci-dessous, la liste la plus complète possible des divers hameaux, quartiers et lieux-dits résidentiels urbains comme ruraux qui composent le territoire de la commune de Saint-Albin-de-Vaulserre, présentés selon les références toponymiques fournies par le site géoportail de l'Institut géographique national.
| - le Marais - la Roche - Vernaillon - Bouvatière - Domaine de Vaulserre (château) | - le Daim - le Mondon - la Bayardière - le Lanet - Pascal - Permezel | - la Grobonnière - la Terrassière - le Gullerme - le Mercier - le Brancha |

### Voies de communication et transport
Le bourg central et ses principaux hameaux sont situés à l'écart des grandes voies de circulation, la seule route notable est la route départementale 82 (RD 82), qui traverse le bourg, relie la RD 1075 (commune de Chirens, hameau de l'Arsenal) à la commune de Corbelin après avoir traversé le Pont-de-Beauvoisin.
La gare ferroviaire française la plus proche est la gare de Pont-de-Beauvoisin située à moins de trois kilomètres du bourg central.

### Risques naturels et technologiques

#### Risques sismiques
L'ensemble du territoire de la commune de Saint-Albin-de-Vaulserre est situé en zone de sismicité no 4 (sur une échelle de 1 à 5), non loin de la zone no 3 située plus à l'ouest.
| Type de zone | Niveau            | Définitions (bâtiment à risque normal) |
| ------------ | ----------------- | -------------------------------------- |
| Zone 4       | Sismicité moyenne | accélération = 1,6 m/s2                |

## Toponymie
Selon André Planck, auteur du livre L'origine du nom des communes du département de l'Isère, le nom de Saint-Albin-de-Vaulserre possède une double origine liée à la composition de son appellation.
- Saint-Albin doit son origine à Alban de Verulamium, premier martyr d'Angleterre.
- Vaulserre correspond à une agglutination du mot « vaul » désignant une vallée et le mot « serre » désignant une serpe et au sens figuré, une montagne de forme allongée et accidentée (voir le mot sierra, en espagnol).

## Histoire

### Préhistoire et Antiquité
La découverte sur la commune voisine de Domessin, située en Savoie, d'un polissoir et de haches en pierre polie, permet d'indiquer que les rives du Guiers furent habitées à la fin de la période néolithique, durant les IIIe et IVe millénaires av. J.-C.
Le secteur de la vallée du Guiers se situe à l'ouest du territoire antique des Allobroges, ensemble de tribus gauloises occupant l'ancienne Savoie, ainsi que la partie du Dauphiné située au nord de la rivière Isère.

### Moyen Âge et Temps Modernes
Le château de Vaulserre fut à l'origine une maison forte dite de « Clermont ». Le château revient à la famille des Vaulserre par alliance en 1567.

### Époque contemporaine
En 1790, la commune de Vaulserre nait du mandement de Vaulserre, auquel on avait ajouté la partie de la paroisse de Saint-Bueil qui appartenait jusqu'alors au mandement de Saint-Geoire. Après l'intermède des municipalités de canton, la commune de Vaulserre se scinda en 1801, donnant naissance aux communes de Saint-Albin de Vaulserre, Saint-Martin de Vaulserre, Saint-Bueil et Voissant.

## Politique et administration
| Période                                  | Période   | Identité              | Étiquette   | Qualité                       |
| ---------------------------------------- | --------- | --------------------- | ----------- | ----------------------------- |
|                                          | mars 2001 | Maurice Cattin-Bazin  | RI puis UDF | Député de l'Isère (1964-1981) |
| mars 2001                                | juin 2012 | Maurice Gentil-Perret | UMP         |                               |
| juin 2012                                | 2020      | Sébastien Gueugnot    | SE          |                               |
| 2020                                     | En cours  | Cédric Milani         |             |                               |
| Les données manquantes sont à compléter. |           |                       |             |                               |

## Équipements et services publics

### Enseignement
La commune est rattachée à l'académie de Grenoble.

## Population et société

### Démographie
L'évolution du nombre d'habitants est connue à travers les recensements de la population effectués dans la commune depuis 1800. Pour les communes de moins de 10 000 habitants, une enquête de recensement portant sur toute la population est réalisée tous les cinq ans, les populations de référence des années intermédiaires étant quant à elles estimées par interpolation ou extrapolation. Pour la commune, le premier recensement exhaustif entrant dans le cadre du nouveau dispositif a été réalisé en 2006.

En 2022, la commune comptait 421 habitants, en évolution de +4,99 % par rapport à 2016 (Isère : +3,07 %, France hors Mayotte : +2,11 %).
| 1800 | 1806 | 1821 | 1831 | 1836 | 1841 | 1846 | 1851 | 1856 |
| ---- | ---- | ---- | ---- | ---- | ---- | ---- | ---- | ---- |
| 440  | 488  | 609  | 570  | 615  | 597  | 634  | 625  | 591  |

| 1861 | 1866 | 1872 | 1876 | 1881 | 1886 | 1891 | 1896 | 1901 |
| ---- | ---- | ---- | ---- | ---- | ---- | ---- | ---- | ---- |
| 540  | 535  | 545  | 548  | 527  | 502  | 496  | 470  | 460  |

| 1906 | 1911 | 1921 | 1926 | 1931 | 1936 | 1946 | 1954 | 1962 |
| ---- | ---- | ---- | ---- | ---- | ---- | ---- | ---- | ---- |
| 470  | 468  | 380  | 374  | 402  | 387  | 355  | 307  | 309  |

| 1968 | 1975 | 1982 | 1990 | 1999 | 2006 | 2011 | 2016 | 2021 |
| ---- | ---- | ---- | ---- | ---- | ---- | ---- | ---- | ---- |
| 318  | 299  | 328  | 351  | 368  | 354  | 381  | 401  | 417  |

| 2022 | - | - | - | - | - | - | - | - |
| ---- | - | - | - | - | - | - | - | - |
| 421  | - | - | - | - | - | - | - | - |

### Médias
Historiquement, le quotidien à grand tirage Le Dauphiné libéré consacre, chaque jour, y compris le dimanche, dans son édition Voironnais-Chartreuse, un ou plusieurs articles à l'actualité de la ville, ainsi que des informations sur les éventuelles manifestations locales, les travaux routiers, et autres événements divers à caractère local.

### Cultes

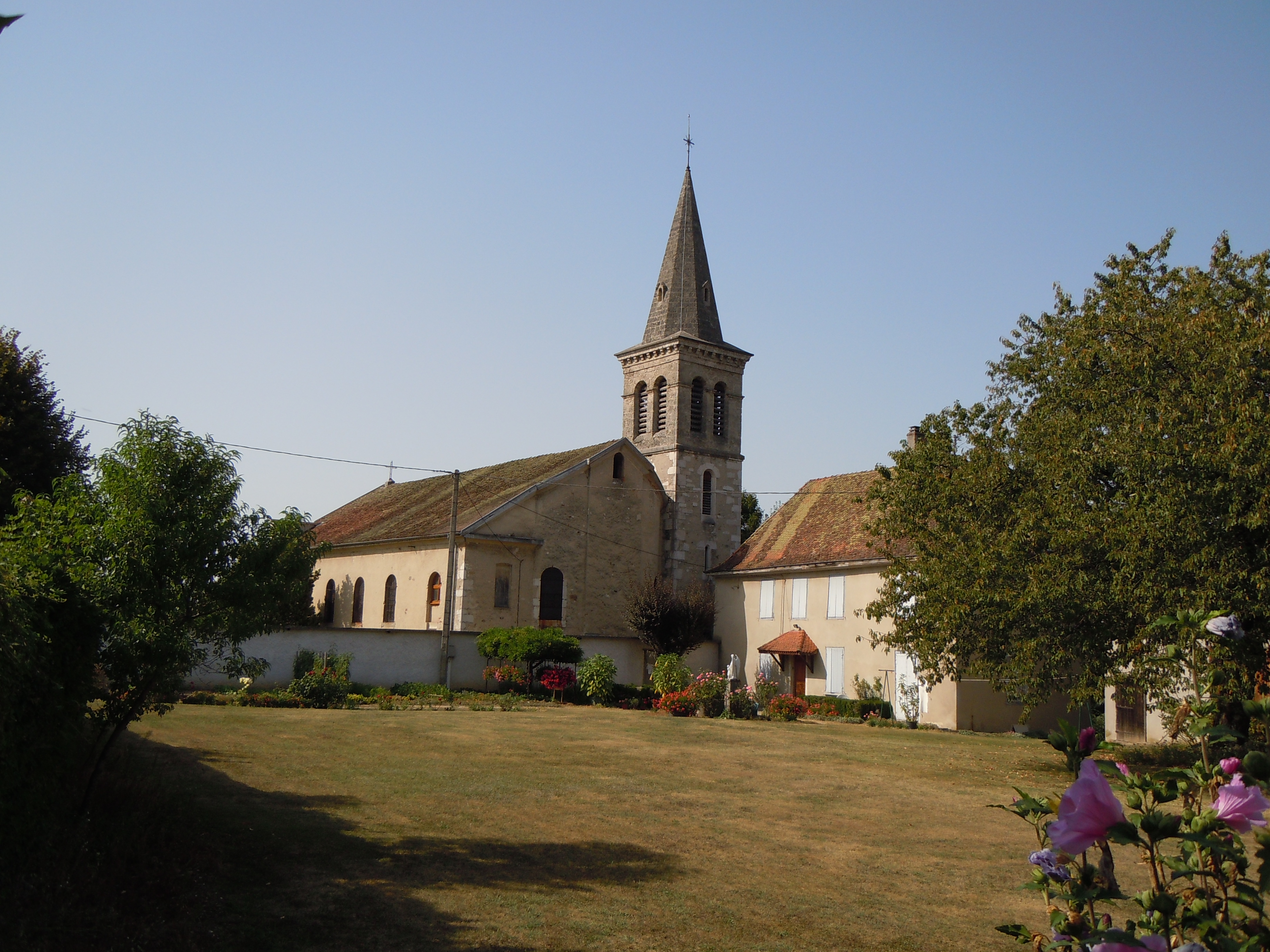
Église de Saint Albin de Vaulserre

La communauté catholique et l'église de Saint-Albin-de-Vaulserre (propriété de la commune) dépendent de la paroisse Saint-Jacques de la Marche qui comprend vingt autres églises du secteur. Cette paroisse est rattachée au diocèse de Grenoble-Vienne.

## Culture et patrimoine

### Lieux et monuments

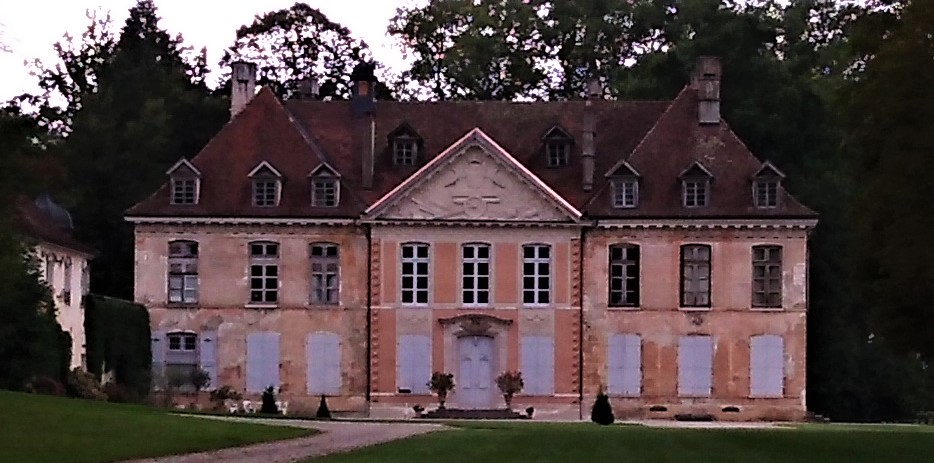
Château de Vaulserre en 2019

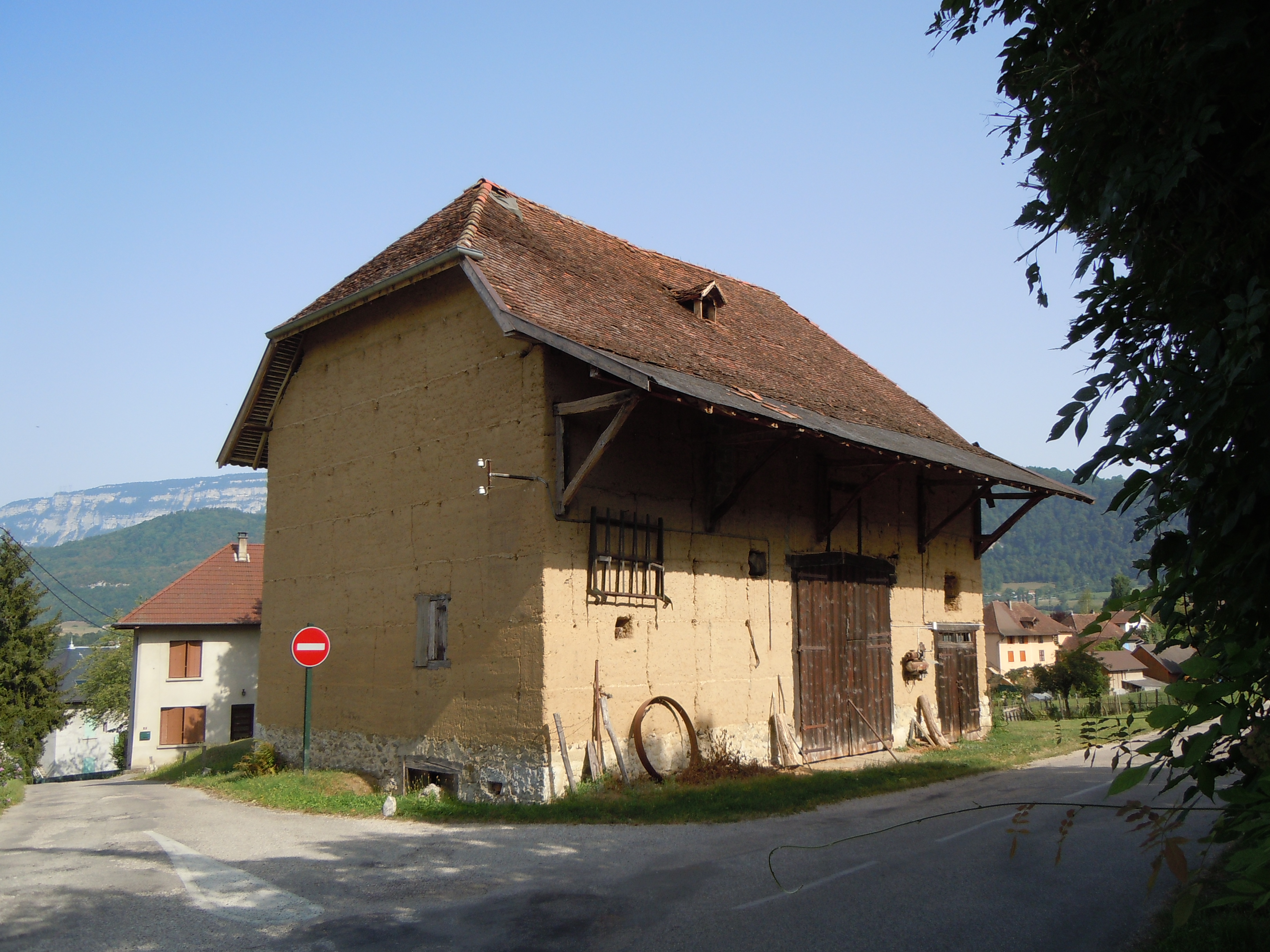
Grange en pisé.

- Le château de Vaulserre, originellement une maison forte, datant du XVIIe siècle et remanié au XVIIIe siècle. Le château fait l'objet d'un classement et d'une inscription partielle au titre des monuments historiques par arrêté du 6 décembre 1984, et d'une inscription par arrêté du 28 septembre 2007[27],[28].
- La commune compte plusieurs bâtiments ruraux en pisé.
- Église Saint-Albin de Saint-Albin-de-Vaulserre.

### Saint-Albin-de-Vaulserre dans les arts
Au cinéma
- 1995 : de nombreuses scènes du film français de Jean-Paul Rappeneau, avec Juliette Binoche et Olivier Martinez, le Hussard sur le toit ont été tournées dans le château et son domaine[29].

### Personnalités liées à la commune
- Maurice Cattin-Bazin, ancien maire de la commune et député de l'Isère

### Héraldique
| Blason de Saint-Albin-de-Vaulserre | Blason  | Parti : au 1er d'azur à trois bandes ondées d'argent et à un châtaignier au naturel brochant, au 2d coupé au I d'or à trois fasces de sable et à deux clefs d'argent passées en sautoir et brochant, au II de sinople à une épée basse d'argent garnie d'or posée en barre. |
| Blason de Saint-Albin-de-Vaulserre | Détails | Les ondes évoquent le Guiers, qui arrose la commune, et le châtaignier rappelle son importante présence sur le territoire communal. Les fasces sont reprises des armes de la famille de Corbel-Corbeau de Vaulserre et les clefs sont reprises à celles de la famille de Clermont. Enfin, l'épée est attribut de saint Alban, patron de la paroisse locale. Adopté le 14 décembre 2021. |